# Anatolské jazyky
Anatolské jazyky nebo též jazyky chetitsko-luvijské, jsou vymřelou větví indoevropských jazyků, kterými hovořily anatolské národy v Anatolii, tedy zhruba na území dnešního Turecka, ve 2. a 1. tisíciletí př. n. l.
Podle nejrozšířenější teorie přišli nositelé anatolských jazyků do Malé Asie pravděpodobně z dolního Povolží ve dvou vlnách (luvijské a chetitské) přes Kavkaz či Balkán.
Právě ze skupiny anatolských jazyků pocházejí nejstarší písemné záznamy indoevropského jazyka vůbec, chetitské klínopisné texty na hliněných tabulkách z doby kolem roku 1700 př. n. l. Chetitština, rozluštěná Bedřichem Hrozným v letech 1915–1917 je bohatě doložena nálezy tabulek ze 17.–14. století př. n. l. Chetitštině byla blízká palajština. taktéž psaná klínovým písmem, vymřelá někdy ve 13. století př. n. l.
Dalším významným a dobře doloženým anatolským jazykem byla luvijština, a z ní odvozené spřízněné jazyky lýdština, kárština a lykijština, shrnované někdy pod pojem luvijské jazyky.
Luvijština užívala v 15.–13. století př. n. l. klínové písmo, později se psala vlastními hieroglyfy. Poslední stopy hieroglyfické luvijštiny v syropalestinské oblasti pocházejí ze 7. století př. n. l.
Lykijština, doložená několika stovkami nápisů z 5.–4. století př. n. l. se psala upraveným západořeckým písmem, vymřela krátce před přelomem letopočtu. Podobné písmo užívala i kárština, mezi 8. a 3. stoletím.
Pozdními příklady anatolských jazyků, které známe jen z hrstky nápisů na hrobech a mincích, pocházejících z období kolem 2. století př. n. l. jsou pisidština a sidejština. I tyto jazyky byly psány řeckým písmem.